# Sextonis laminaserratus
Sextonis laminaserratus is een eenoogkreeftjessoort uit de familie van de Leptastacidae. De wetenschappelijke naam van de soort is voor het eerst geldig gepubliceerd in 1985 door Mielke.